# Thereutria tessellata
Thereutria tessellata är en tvåvingeart som först beskrevs av Hardy 1930.  Thereutria tessellata ingår i släktet Thereutria och familjen rovflugor. Inga underarter finns listade i Catalogue of Life.